# Кварацхелия, Тарасий Караманович
Тарасий Караманович Кварацхелия (ტარასი ყარამანის ძე კვარაცხელია; 10 марта 1889, Накипу, Кутаисская губерния, Российская империя — 27 августа 1951, Тбилиси) — советский учёный в области субтропического сельского хозяйства. Академик ВАСХНИЛ (1948).

## Биография

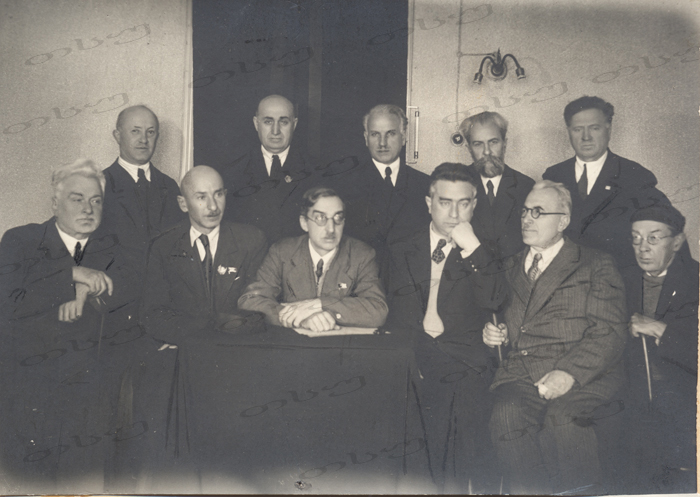
Первый президиум Академии наук Грузинской ССР : слева направо: Корнелий Кекелидзе, Николай Кецховели, Николай Мусхелишвили (председатель), Симон Джанашиа, Георгий Ахвледиани, Филипп Зайцев; Стоят: Александр Джанелидзе, Тарас Кварацхелия, Арнольд Чикобава, Георгий Чубинашвили, Акакий Шанидзе. 1941

Окончил Уманское училище земледелия и садоводства (1911) и Санкт-Петербургские высшие с.-х. курсы (1911), в 1924—1925 учился на садово-винодельческом отделении Тбилисского государственного университета.
В 1912—1913 по направлению департамента земледелия в командировке в Западном Закавказье, на Апшеронском полуострове, на Бессарабской виноградо-винодельческой опытной станцию.
Далее работал:
- 1914—1916 — заведующий Илорским опытно-показательным участком Сухумского общества сельского хозяйства.
- 1917—1919 — земский агроном Самурзаканского и Кодорского уездов.
- 1920—1923 — директор Гульрипшской государственной усадьбы.
- 1923—1927 — заведующий садово-огородным отделом Мухранского опытного хозяйства, зав. отделом плодоводства, огородничества и субтропических культур Наркомзема Грузии, зав. с.-х. отделением Наркомзема Абхазии, зам. наркома земледелия Абхазии.
- 1927—1930 — директор Сухумской с.-х. опытной станции; одновременно профессор, заведующий кафедрой плодоводства Херсонского СХИ (1928—1930).
- 1930—1936 — заместитель директора по научной части, заведующий сектором экологии и сопутствующих культур ВНИИ чайного хозяйства, директор Озургетской Центральной чайной опытной станции.
- 1936—1937 — зам. директора по научной части ВНИИ влажных субтропиков.
- С 1937 — заведующий кафедрой субтропического плодоводства, декан факультета субтропических культур Грузинского СХИ.

## Награды и звания
Доктор с.-х. наук (1936), профессор (1928), академик ВАСХНИЛ (1948).
В 1941 году при основании Академии наук Грузинской ССР был избран её действительным членом.
Заслуженный деятель науки Грузинской ССР (1946). Награждён орденом Ленина (1941), 3 орденами Трудового Красного Знамени (в 1946 — дважды, и 1949), 2 медалями СССР (1944, 1945), Малой золотой медалью ВСХВ (1940).

## Научные труды
Автор научных работ по субтропическому плодоводству, горному земледелию, биологии корневой системы плодовых культур, физиологии табака, чайного куста и других с.-х. растений, эрозии почвы. Впервые описал лавровишню в качестве плодового растения.
Книги:
- Чайный куст и сопутствующие ему культуры. — М.; Л.: Сельхозгиз, 1934. — 272 с.
- Закладка субтропического плодового сада / Соавт. Т. А. Акулова. — Тбилиси: Госиздат ГССР, 1950. — 194 с.
- Чаеводство / Соавт.: Т. А. Акулова, Г. И. Кантария. — Тбилиси: Изд-во Груз. СХИ, 1952. — 389 с. — (Учеб. и учеб. пособия для высш. с.-х. учеб. заведений). — Груз.
- Избранные труды. В 2 т.— Тбилиси: Изд-во АН Груз. ССР, 1957—1963.